# Journal of Biblical Literature
Das Journal of Biblical Literature ist eine englischsprachige US-amerikanische, international ausgerichtete Zeitschrift, in der Artikel über Biblische Exegese nach der historisch-kritischen Methode veröffentlicht werden. Sie erscheint vierteljährlich und enthält wissenschaftliche Aufsätze ebenso wie Buchbesprechungen.
Die Zeitschrift wurde 1881 begründet und wird von der Society of Biblical Literature herausgegeben.

## Geschichte
Ursprünglich erschien das Journal of Biblical Literature unter dem Namen Journal of the Society of Biblical Literature and Exegesis. Ab 1890 wurde die Zeitschrift unter dem heute bekannten Namen weitergeführt.
Von 1882 bis 1905 erschien die Zeitschrift jährlich, wobei die Jahrgänge 1886 und 1887 zwei Ausgaben hatten. Von 1906 bis 1911 erschien sie halbjährlich, seit 1912 vierteljährlich, wobei es 1915 eine Unterbrechung gab und in manchen Jahren nur zwei Ausgaben gedruckt wurden.

## Editoren
Bis 1938 wurde die Rolle des Editors vom SBL-Sekretär erfüllt, erst dann wurde der Titel des Editors eingeführt.
- 1880–1883 Frederic Gardiner
- 1883–1889 Hinckley Gilbert Thomas Mitchell
- 1889–1894 George Foot Moore
- 1894–1900 David G. Lyon
- 1901–1904 Lewis B. Paton
- 1905–1906 James Hardy Ropes
- 1907 Benjamin W. Bacon
- 1908–1909 Julius A. Bewer
- 1910–1913: James A. Montgomery
- 1914–1921: Max Leopold Margolis
- 1922–1929: George Dahl
- 1930–1933: Carl H. Kraeling
- 1934: George Dahl
- 1935–1942: Erwin R. Goodenough
- 1943–1947: Robert H. Pfeiffer
- 1948–1950: J. Philip Hyatt
- 1951–1954: Robert C. Dentan
- 1955–1959: David Noel Freedman
- 1960–1969: Morton S. Enslin
- 1970: John HP Reumann
- 1971–1976: Joseph Augustine Fitzmyer
- 1977–1982: John Henry Hayes
- 1983–1988: Victor Paul Furnish
- 1989–1994: John J Collins
- 1995–1999: Jouette M. Bassler
- 2000–2006: Gail R. O’Day
- 2006–2011: James C. Vanderkam
- 2012–2018: Adele Reinhartz
- seit 2019: Mark G. Brett